# G.703
G.703 es un estándar de la UIT-T que define las características físicas y eléctricas de la interfaz para transmitir voz o datos sobre canales digitales tales como los E1 (hasta 2048 Kbit/s) o T1 (equivalente US de 1544 Kbit/s). Las interfaces G.703 son utilizadas, por ejemplo, para la interconexión de routers y multiplexores.
G.703 también especifica E0 (64 kbit / s). Para obtener información acerca de audio E0 ver G.711.
G.703 suele transportar sobre cables equilibrados de par trenzado de 120 ohm terminados en conectores RJ-48C. Sin embargo, algunas compañías telefónicas usan cables no balanceados (dos cables coaxiales de 75 ohmios), también permitido por G.703.